# Leszczówka
Leszczówka (niem. Hasenberg, 680 m n.p.m.) – szczyt w Górach Kruczych.

## Położenie
Leszczówka wyrasta w postaci wąskiego grzbietu odchodzącego na północny wschód od Widoku, oddzielony od niego skrzyżowaniem dróg leśnych - Krzyżówką BHP. Z południowego zbocza Leszczówki wypływa Zadrna.

## Budowa
Grzbiet jest zbudowany z permskich porfirów (trachitów), przechodzących ku wschodowi w zlepieńce i piaskowce czerwonego spągowca.

## Roślinność
Leszczówka jest porośnięta lasem świerkowym regla dolnego.

## Turystyka
- niebieski - z Lubawki do Chełmska Śląskiego.